# 可以教育好的子女
可以教育好的子女，简称可教子女，是中国大陆文化大革命期间，对家庭出身不好（多指所谓“黑五类”、“黑九类”）的青年的泛称。

## 定义
按照大多数省区规定，这是指1968年12月26日中共中央、中央文革《关于对敌斗争中应掌握政策的通知》所划定的阶级敌人，即叛徒、特务、死不改悔的走资派、没有改造好的地、富、反、坏、右，现行反革命分子等9种人的子女。名义上，“可以教育好”的帽子是肯定他们现实政治表现好，敢于背叛反动家庭和自己的阶级出身，把他们自己和“反动父母”划清了界限，实则是假定他们有原罪（体内流淌着先天赋予的黑血），需要特别的、法外施恩的宽大优裕，反倒为其烙上了贱民子女的制度化标记。
在实际掌握中，任意扩大“可教子女”的范围的，如把家庭是非劳动人民出身的，亲属有一般历史问题的，归侨或说不清的“社会关系复杂”的子女，也都划了进来。还有“查三代”（祖辈、父辈、本人）式的隔代株连，把祖辈甚至更上代的成分定为子女的成分。他们受到地、富、反、坏“四类分子”的政治待遇，禁止听文件传达，实行变相劳动改造，剥夺参加民兵资格，同工不同酬，招工、招生、入党、提干都被排除在外。经农村基层推荐招工、招生后，发现是“可教子女”的又被退了回去。

## 影响
虽经多次政策纠偏的敦促，在各种积极分子代表会、招工、招生（推荐工农兵学员）的升迁中，都规定应该有一定比例的“可教子女”的代表，仍然无法落实，无法杜绝歧视现象。因为这是巨大人口压力、资源偏紧条件下，实行阶级路线本身的题中应有之意（红五类优先仍是阶级路线的主流；“给出路”可能性是有出路现实性才给，没有出路现实性就不给）。如果有谁要认真执行对他们的“给出路”政策，谁就要准备承担被对立面指控为右倾的政治风险。
这与其说是“给出路的政策”，不如说是一种诱饵，即给一点渺茫希望，诱使你为此做遥遥无期的、扭曲自己的努力，处于上不能上、下不愿下的被悬置状态，苦不堪言；有的“黑五类”、“黑九类”子女为了争做“可教子女”，争取一条出路，甚至做出了对父母、对别人伤害的事情（实际成为诱使他们向人格上猥琐、道德上卑劣坠落的催化剂）仍然苦无出路。因为他们一是出路极少，如在教育口能上大学的比例仅为2%，而且还不能是黑类中最黑的，如有点地位的右派、被镇压（枪杀）的反革命分子等等；二是怎样才算政治表现好，敢于背叛反动家庭和自己的阶级出身，并无一定的标准，可以任掌握评审权的人想怎么说就怎么说。反而成为执掌权柄者对他们进行勒索（性方面的如提供性服務，人格的如不断悔罪、做坐探，经济的如行贿）的合法口实，替前者开辟了一条索取个人好处的捷径。
他们中大多数人比同龄人更老实本分，勤勤恳恳工作，积极参加所有被允许的政治学习，反复为不是自己的过错检讨忏悔，说话做事循规蹈矩，不敢越雷池一步。以此赎罪、避祸、度日、争取个人出路。对知识的学习，由于他们有家庭养成的环境习惯，有寻找书籍的途径方法，一般也优于同龄人。其中一些意志薄弱者工作、生活消极，放任自流，自暴自弃，隨便與人結婚成家，甚至被坏人乘机敲诈、强奸、迫害。由于无法通过正当努力改变自己的生存条件，无从保护自己的合法权益，在招工失败、失恋等重大人生打击后轻生的，并不鲜见。